# مجتمع العار

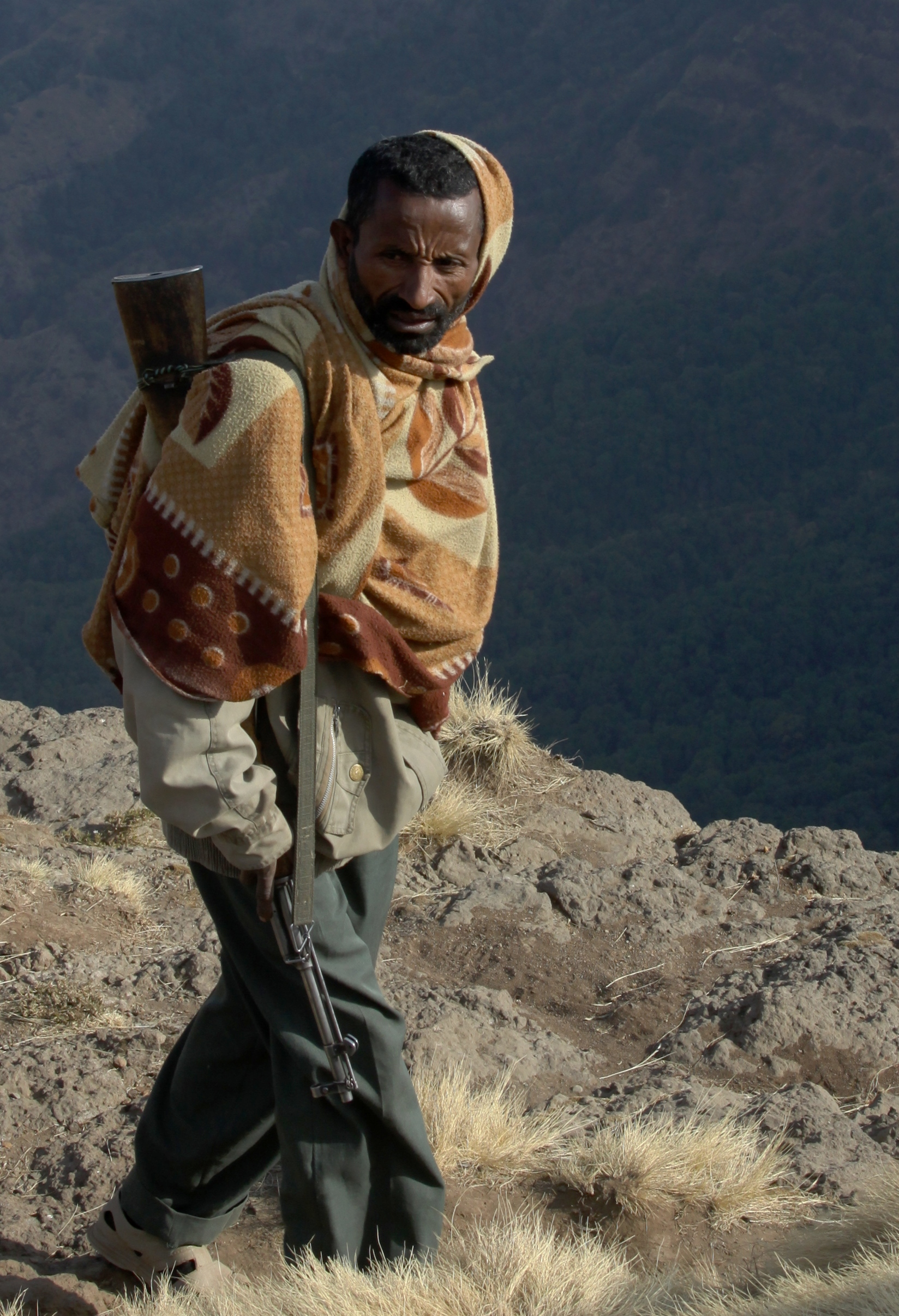

مجتمع العار، أو «مجتمع العيب» هو مصطلح يستعمل في مجال دراسات الإنسانية يدل على مجتمع يسيطر على أطفاله عن طريق تلقين قيم العار وبالتالي، نبذ كل من يخالف قيمه. مجتمع العار هو غير مجتمع الذنب الذي يستخدم الشعور بالذنب، وانتظار العقاب إما مباشرة أو بعد الموت، كوسيلة لضبط أعمال أفراده، كما هو غير مجتمع الخوف الذي يعتمد الإرهاب أو الخوف كأسلوب تنظيم مجتمعي.

## التسمية
التسمية هي ترجمة للمصطلح الإنكليزي "Shame society" والتي يمكن أن يكون لها مترادفات أخرى مثل «مجتمع العيب» أو «مجتمع الحرام». وفي أداب علوم الإنسانيات، تستخدم مصطلحات أخرى مثل «ثقافة العار» و«ثقافة الشرف» أو «مجتمع العار» أو «ثقافة الحياء».

## المجتمعات الشرقية

### الصين
ثقافة العار منتشرة في الصين التي تتأثر بأفكار كونفوشيوس الذي دعت لإستخدام العار كوسيلة تفرض على الفرد أن يقوِّم نفسه بنفسه.

### اليابان
ذكرت روث بينيدكت في كتابها «البنفسجة والسيف» أن فكرة العار هي أساسية في تنظيم المجتمع الياباني. ولكن ووجهت انتقادات لعملها إذ أنها لم تزر اليابان أبدا واستحوذت على بياناتها من الصحف.

### البلاد العربية
تعتمد معظم البلاد العربية على فكرى الشرف والعيب كمقياس لتحديد ما هو مقبول اجتماعيا وما يعتبر مرفوض والذي يؤدي للعقاب لدرجة تصل للموت. ويستعمل مصطلح «ماء الوجه» للدلالة على حفظ الشرف وتعكيره يعني العار.

### الهند
تعتبر العزة (इज़्ज़त، إزا) من أهم قيم السلوك الاجتماعي في شبه الجزيرة الهندية والتي تفرض المحافظة على المكانة الاجتماعية وأي عار يصيب الفرد أو المجموعة يجب أن يواجه بالانتقام.

## المجتمعات الغربية
تتجه المجتمعات الغربية على استعمال «الإحساس بالذنب» أكثر من فكرة العار في فرض السيطرة والتنظيم في مجتمعاتها. إلا أنها بدأت تتجه أكثر ناحية اعتماد قوانين قضائية في المدة الأخيرة.

## الغجر
الغجر هم أقليات تعيش في مجتمعات أكثرها مسلم أو مسيحي لكن مبداء العيب (يسمونعا «لاجاف») شديدة الأهمية، بينما فكرة الخطيئة (يسمونها بيزاكس) لا تملك أي أهمية.

## للإستزادة
- ماء الوجه (علم اجتماع)
- شرف